# Драгомир Арамбашић
Драгомир Арамбашић (Београд, 1881 — логор код Бакенберга, 1945) био је српски вајар, који је целокупно своје уметничко остварење базирао на академским стандардима тј. академизму, не ослањајући се на различите уметничке правце који су прожимали европску уметност XIX и XX века.

## Биографија
Жеља Драгомира да се бави вајарством условљена је његовим познанством са чешким вајаром Јаном Коњареком. Студије вајарства почиње у Дрездену код професора Вернера, а дипломира у Ређо Институту ди Белле Арти Сан Луца у Риму код професора Е. Ферарија. Био је члан ЛАДЕ и Удружења сликара и вајара, ратника. Један је од оснивача Удружења ликовних уметника у Београду. Прадеда му је био српски фрајкор и чувени Бимбаша Станко Арамбашић.

## Стваралаштво
Драгомир Арамбашић се после студија у Минхену и Дрездену усавршавао у Риму и Паризу. Уласком у Мерсијеов атеље 1912. године, прихвата све постулате тзв. „фирентинске обнове“ који су очити у његовим делима Девојка с разбијеним крчагом и Рибар забацује мрежу, следећи у њима типично Мерсијеовском извођење фигура у кретању заустављеног покрета. У скулптури Мајке, међутим, осетан је и утицај Родена.
Скулптура "Одбрана",1925. постављена у предворју Народне скупштине Републике Србије и представљају личности три конститутивна народа. У Лесковцу је 1927. године , постављен споменик Споменик палим за отаџбину 1912—1918., рад Арамбашића.
Нашу уметност обогатио је изванредним делом, фонтаном „Буђење“ која се налази испред централног улаза у Уметнички павиљон „Цвијета Зузорић“ на Калемегдану а постављена је 1936. године. За ову своју скулптуру је 1920. године добио награду Друштва француских уметника. За Београд је посебно везан и по изради бројних фасадних скулптура. Кућа у Господар Јевремовој осим тога што представља меморијални споменик у коме је живео и радио Драгомир Арамбашић, има и одређене архитектонске вредности које се огледају у функционално-просторној диспозицији и обликовању фасада.
Радио је скулптуре у камену на згради српских железница у Немањиној, споменику културе Републике Србије.
Задужбина Николе Спасића у Кнез Михаиловој 47 подигнута је 1930. године као трговачко-стамбена четвороспратница, по пројекту архитекте Јосифа Најмана, у духу академизма. Фасада зграде је украшена скулптурама које симболизују индустрију и трговину. Постављене су у тимпанону над централним делом фасаде, а дело су вајара Драгомира Арамбашића.

## Галерија
- Фонтана Буђење, испред Павиљона Цвијете Зузорић
- Детаљ са Фонтане Буђење
- Споменик палим за отаџбину, Лесковац
- Разбијени крчаг
- Карађорђе Петровић
- Карађорђе Петровић (детаљ)